# Griechischsprachige Wikipedia
Die griechischsprachige Wikipedia (englisch: Greek Wikipedia, griechisch: Ελληνική Βικιπαίδεια) ist die Ausgabe der freien Online-Enzyklopädie Wikipedia in griechischer Sprache. Mit mehr als 100.000 Artikeln gehört sie zu den fünfzig umfangreichsten Sprachversionen der Wikipedia.

## Historie
Die griechischsprachige Wikipedia wurde am 1. Dezember 2002 als eigene Sprachversion gegründet. Heute umfasst sie (Stand: Juni 2020) 179.357 Artikel. Die Marke der 100.000 Artikel erreichte sie am 9. April 2014.

## Zeitleiste
- Am 1. Dezember 2002 wurde der erste Artikel in griechischer Sprache dem Leser frei zugänglich gemacht
- Am 16. Mai 2006 wurde der 10.000. Artikel eingestellt
- Am 17. März 2007 hatte sich die Anzahl der Artikel auf 20.000 verdoppelt
- Am 10. April 2010 präsentierte die griechischsprachige Version 50.000 Artikel
- Am 9. April 2014 erreichte man die Anzahl von 100.000 zur Verfügung stehenden Artikel